# チョコボパニック
『チョコボパニック』 (Chocobo Panic)は、2010年5月28日にスクウェア・エニックスより発売開始されたiPad用ゲームソフト。
2017年9月30日をもってサービス終了。

## 概要
画面の指示に従って、さまざまな色のチョコボを指で押さえて捕らえるというシンプルなルールのパーティーゲーム。
1人&協力プレイ
1人または複数で協力してハイスコアを目指す。
2人対戦プレイ
1台のiPad上でチョコボを押さえあい、どちらかがミスするまで続ける。相手と指が絡み合ったり、相手の指が届きにくい場所のチョコボを先に捕らえたりといった駆け引きが重要となる。